# François Igersheim
Pour l’article homonyme, voir Igersheim.
François Igersheim, né le 12 juillet 1940 à Port Harcourt au Nigeria, est un historien français, spécialiste de l'Alsace.

## Biographie
Agrégé d'histoire, professeur au Lycée Koeberlé de Sélestat, puis au Lycée Kléber de Strasbourg, il a été professeur d'histoire de l'Alsace à l'Université de Strasbourg. Il a dirigé l'Institut sur l'histoire de l'Alsace de 2003 à 2008. Il a également été rédacteur en chef de la Revue d'Alsace 2002 à 2012 et rédacteur en chef du Dictionnaire historique des Institutions de l'Alsace à partir de 2009.

## Publications
- La libération américaine de l'Est de la France (1944-45) : l'armée américaine et les populations civiles, Presses universitaires de Strasbourg, 2024
- L'Alsace politique 1870-1914, Presses universitaires de Strasbourg, 2016
- L'Alsace et ses historiens, 1680-1914 : La fabrique des monuments, Presses Universitaires de Strasbourg, 03/2006
- Politique et administration dans le Bas-Rhin, Presses Universitaires de Strasbourg, 04/1995
- L'Alsace des notables 1870-1914 : la bourgeoisie et le peuple alsacien, B.F., 1981